# Glanzschnecken
Die Glanzschnecken (Oxychilidae) sind eine Familie (oder Unterfamilie) aus der Unterordnung der Landlungenschnecken (Stylommatophora). In Europa kommen etwa 75 Arten vor.

## Merkmale
Die rechtsgewundenen Gehäuse sind mehr oder weniger abgeflacht-kegelförmig und erreichen adult einen Durchmesser von 2,7 bis 31 mm. Die meist 4 bis 7 Windungen nehmen meist gleichmäßig zu. Lediglich das letzte Viertel der Endwindung kann etwas erweitert und/oder abgesenkt sein. Die Mündung ist rundlich bis elliptisch. Der Mündungsrand ist meist gerade und scharf zulaufend. Der Nabel ist weit bis nadelförmig.
Die Schale ist dünn, z. T. auch durchscheinend und farblos bis rotbraun. Die Ornamentierung beschränkt sich meist auf Anwachsstreifen und seltener auch Spiralstreifen. Die Fußsohle ist dreigeteilt.
Im zwittrigen Geschlechtsapparat sind immer Penis und Epiphallus vorhanden. In einigen Gruppen ist ein Caecum in der Penisschleife vorhanden. Der Penisretraktormuskel setzt entweder am Caecum, am Penis nahe am Übergang zum Epiphallus oder am Epiphallus an. Die perivaginale Drüse ist gewöhnlich gut entwickelt, sie kann an der Vagina oder am Eileiter sitzen. Die Spermathek ist generell vorhanden und nicht reduziert. Die Basis des Stiels der Spermathek ist oft stark verdickt. Der Stiel kann recht kurz sein und nicht die Eiweißdrüse erreichen, kann aber auch sehr lang sein und die Blase liegt auf Höhe der Albumindrüse.

## Geographische Verbreitung und Lebensweise
Die Verbreitung der Familie ist paläarktisch; nur eine Gattung kommt auch auf der Arabischen Halbinsel vor. Viele Arten leben räuberisch von Würmern und anderen kleineren Schneckenarten, oder auch von Aas.

## Taxonomie
Das Taxon wurde 1927 von Paul Hesse vorgeschlagen. Die systematische Stellung und auch die Nomenklatur dieser Familie wird immer noch sehr kontrovers diskutiert. Bernd Hausdorf stellte sie 1998 als Unterfamilie in die Familie Gastrodontidae. Bouchet und Rocroi (2005) werteten sie wieder zur Familie auf und stellten sie in die Überfamilie Gastrodontoidea. Auch MolluscaBase und Fauna Europaea folgen dieser Vorstellung. Schileyko (2003) und Fechter und Falkner (1990) betrachten sie dagegen als Unterfamilie innerhalb der Familie der Riesenglanzschnecken (Zonitidae). Ältere Arbeiten führen die Oxychilidae sogar als Synonym der Zonitidae. Auch die Unterteilung der Familie ist noch nicht stabil. Bouchet & Rocroi (2005) und folgend Fauna Europaea und die MolluscaBase führen als Unterfamilien der Oxychilidae, die Daudebardiinae Kobelt, 1906, die Godwiniinae Cooke, 1921, die Nastiinae A. Riedel, 1989, die Oxychilinae P. Hesse, 1927  und die Selenochlamydinae I. M. Likharev & Wiktor, 1980 auf, was aufgrund der Priorität aber nicht angeht. Sollten diese Gruppen wirklich in einer Familie vereinigt werden, müsste diese Familie Daudebardiidae Kobelt, 1906 heißen. Schileyko (2003) kennt nur eine Unterfamilie Oxychilinae, die er zusammen mit den Unterfamilien Pristilomatinae Cockerell, 1891, Godwiniinae Cooke, 1921 und Zonitinae Mörch, 1864 in die Familie Zonitidae Mörch, 1864 stellt. Die Familie Zonitidae stellte er in die Überfamilie Zonitoidea. Aufgrund der großen Differenzen in der Systematik wird hier Vollrath Wiese gefolgt, der die Gattung Aegopinella Lindholm, 1927 in die Familie Oxychilidae stellt, ohne diese Familie in Unterfamilien zu gliedern.
- Glanzschnecken (Oxychilidae Hesse, 1927)
  - Aegopinella Lindholm, 1927
    - Kleine Glanzschnecke (Aegopinella pura (Alder, 1830))
    - Wärmeliebende Glanzschnecke (Aegopinella minor (Stabile, 1864))
    - Weitmündige Glanzschnecke (Aegopinella nitens (Michaud, 1831))
    - Rötliche Glanzschnecke (Aegopinella nitidula (Draparnaud, 1805))
    - Verkannte Glanzschnecke (Aegopinella epipedostoma (Fagot, 1879))
    - Gegitterte Glanzschnecke (Aegopinella ressmanni (Westerlund, 1883))

  - Allogenes Gude, 1911
  - Araboxychilus Riedel, 1977
  - Cellariopsis A. Wagner, 1914
  - Conulopolita O. Boettger, 1879
  - Discoxychilus Riedel, 1966
  - Eopolita Pollonera, 1916
    - Ägäis-Glanzschnecke (Eopolita protensa (Férussac, 1832))

  - Gastranodon O. Boettger, 1889
  - Iranoxychilus Riedel, 1998
  - Mediterranea Clessin, 1880
    - Flache Glanzschnecke (Mediterranea depressa (Sterki, 1880))

  - Mediterranea inopinata (Ulièný, 1887)[5]
  - Morlina A. Wagner, 1914
    - Glatte Glanzschnecke (Morlina glabra (Rossmässler, 1835))
    - Morlina urbanskii (Riedel, 1963)

  - Nesovitrea C.M. Cooke, 1921
  - Oxychilus Fitzinger, 1833 (mit den Untergattungen O. (Oxychilus), O. (Radiolus) Wollaston, 1878, O. (Hiramia) Pallary, 1939, O. (Hyalocornea) Monterosato, 1892, O. (Drouetia) Gude, 1911, O. (Atlantoxychilus) Riedel, 1964, O. (Alzonula) Giusti, 1968, O. (Forcatiella) Riedel, 1966, O. (Schistophallus) A. Wagner, 1914, O. (Longiphallus) Riedel, 1958, O. (Helicophana) Westerlund, 1886, O. (Retowskiella) Riedel, 1966, O. (Calloretinella) Haas, 1934, O. (Hyalofusca) Monterosato, 1892 und O. (Ortizius) Forcart, 1957)
    - Knoblauch-Glanzschnecke (Oxychilus alliarius (Miller, 1822))
    - Keller-Glanzschnecke (Oxychilus cellarius (O. F. Müller, 1774))
    - Farblose Glanzschnecke (Oxychilus clarus (Held, 1838))
    - Zypern-Glanzschnecke (Oxychilus cyprius (L. Pfeiffer, 1847))
    - Große Glanzschnecke (Oxychilus draparnaudi (Beck, 1831))
    - Schweizer Glanzschnecke (Oxychilus navarricus (Bourguignat, 1880)) (syn.: Oxychilus helveticus (Blum, 1881))
    - Mortillets Glanzschnecke (Oxychilus mortilleti (L. Pfeiffer, 1859))
    - Vielwindige Glanzschnecke (Oxychilus polygyrus (Pollonera, 1885))
    - Samos-Glanzschnecke (Oxychilus samius (E. von Martens, 1889))

  - Perpolita H. B. Baker, 1928
    - Weiße Streifenglanzschnecke (Perpolita petronella (L. Pfeiffer, 1853))
    - Braune Streifenglanzschnecke (Perpolita hammonis (Strøm, 1765))

  - Pseudopolita Germain, 1908
  - Retinella P. Fischer, 1877
  - Vitrinoxychilus Riedel, 1963 (mit zwei Untergattungen V. (Vitrinoxychilus) und V. (Gagroxychilus) Clauss, 1991)

Nicht alle aufgeführten Gattungen sind allgemein anerkannt.